# Vingeanne
La Vingeanne est une rivière de l'est de la France, affluent de la rive droite de la Saône, et donc sous-affluent du Rhône.

## Géographie
De 93,3 km de longueur, la rivière naît dans la Haute-Marne dans le sud du plateau de Langres, sur le territoire de la commune d'Aprey, dans les gorges du même nom. Elle coule de manière générale vers le sud et atteint ainsi le département de la Côte-d'Or, après une incursion dans la Haute-Saône. Sa vallée est utilisée presque en totalité par le canal de la Marne à la Saône. Elle rejoint la Saône au niveau de Talmay et Heuilley-sur-Saône, petites localités (situées en amont de Pontailler-sur-Saône) qui se partagent son confluent avec la Saône.

## Photographies

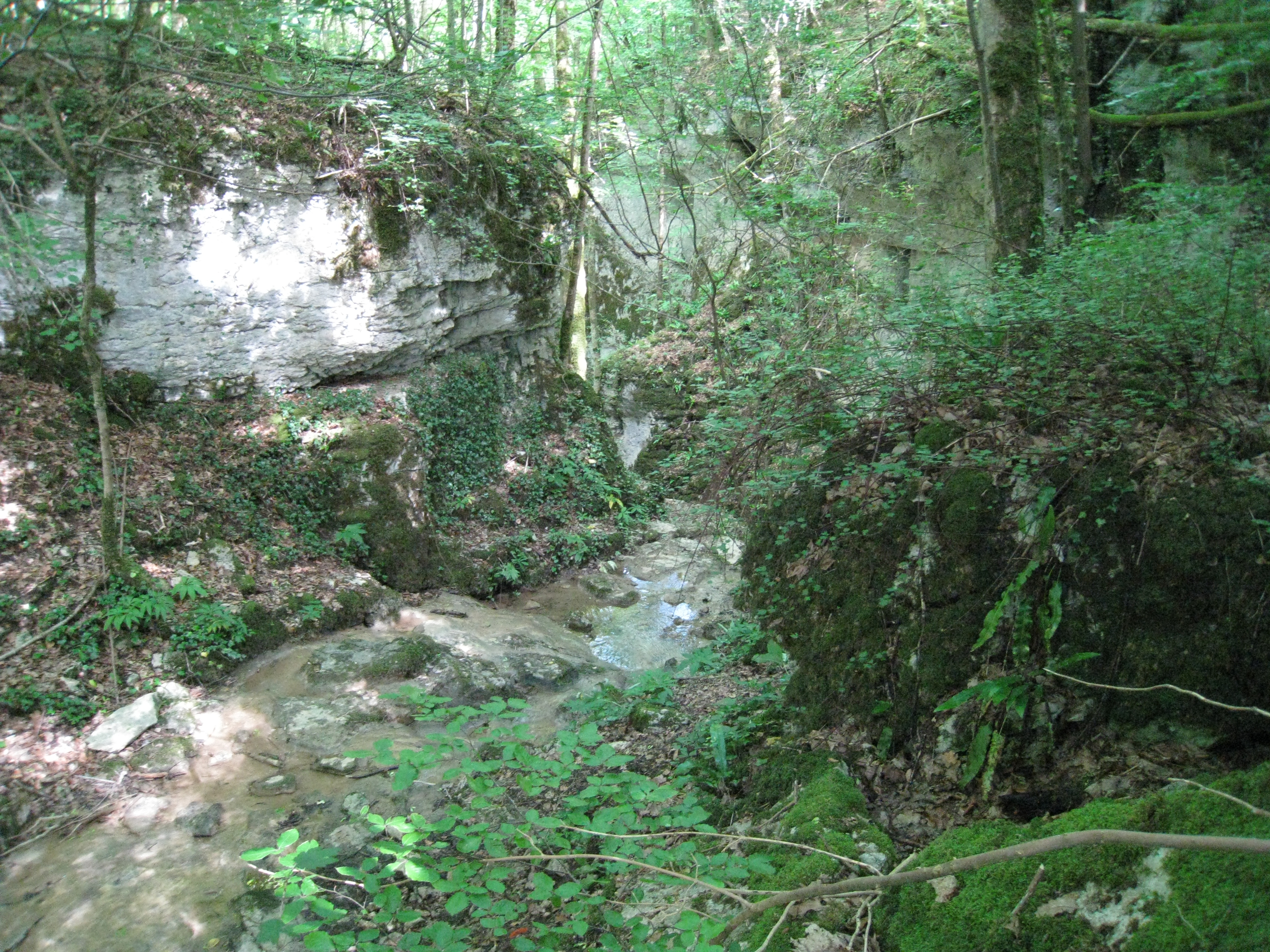
Les gorges de la Vingeanne.
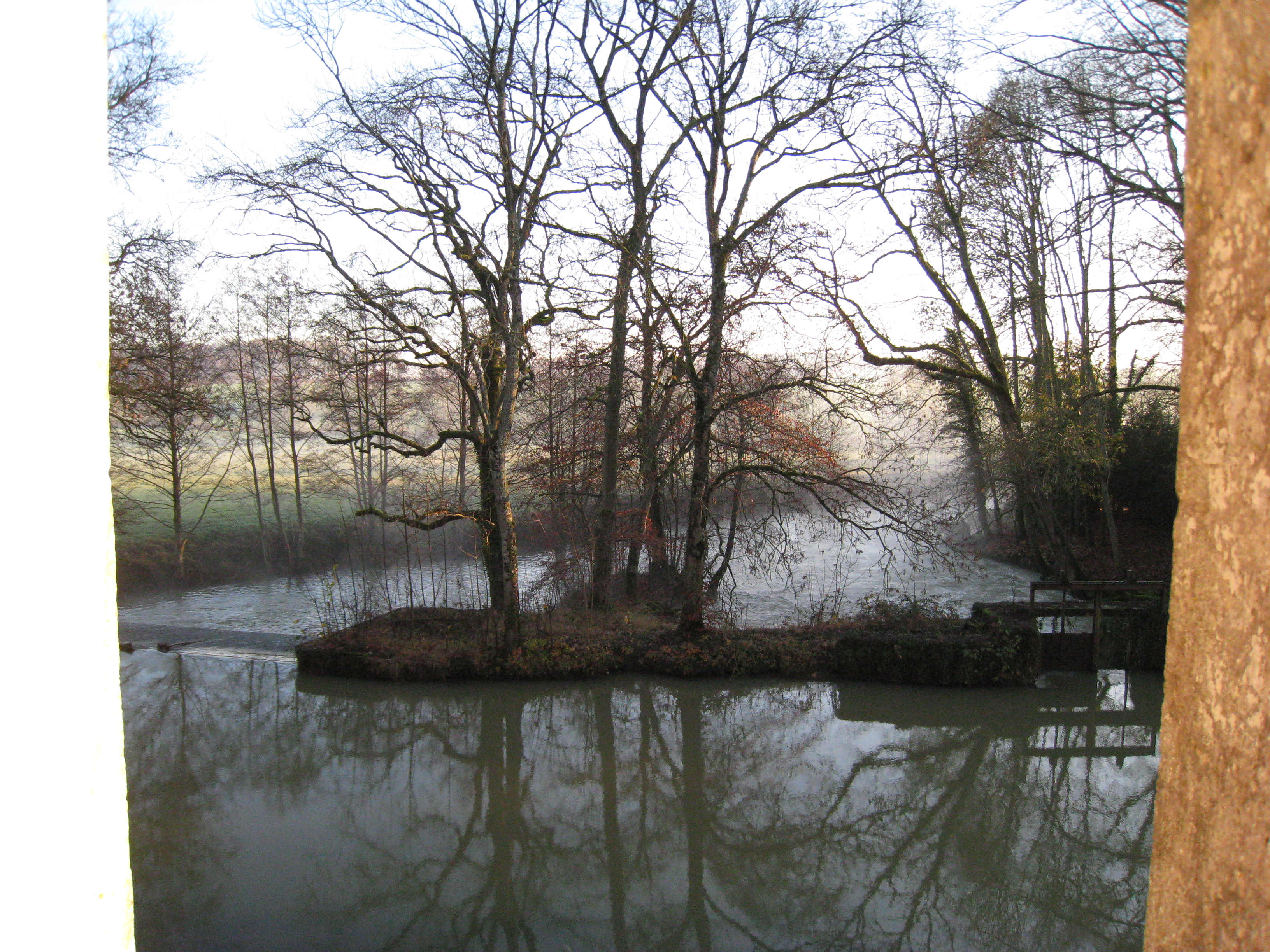
La Vingeanne au déversoir de La Romagne, avant Saint-Maurice.
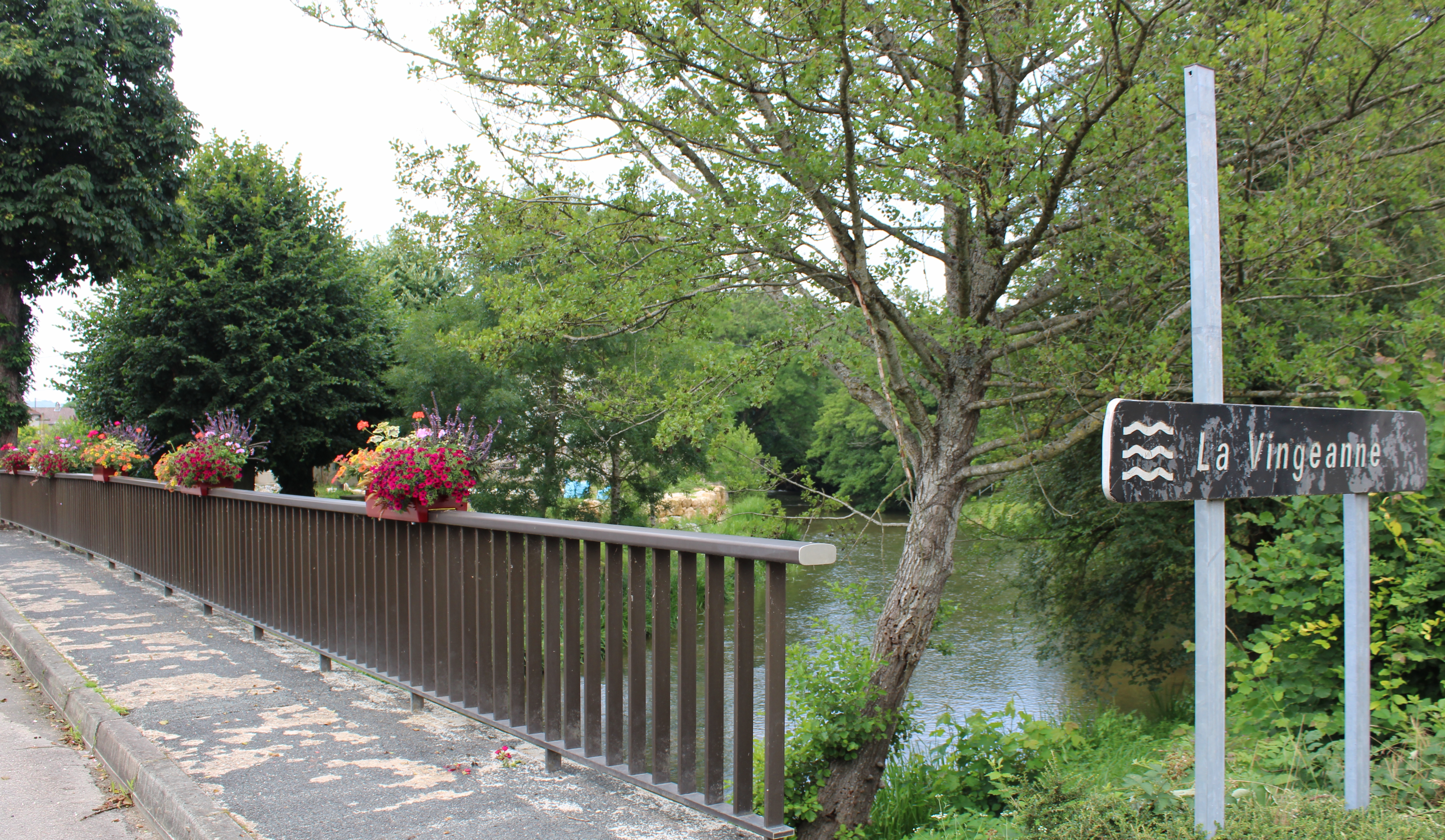
La Vingeanne à Villegusien-le-Lac.

## Hydrologie

### Station de Saint-Maurice-sur-Vingeanne
Le module de la Vingeanne, calculé à Saint-Maurice-sur-Vingeanne, sur 37 ans (de 1970 à 2007), est de 3,97 m3/s pour une surface de bassin de 417 km2 (623 km2 à Oisilly et 650 km2 au confluent). La rivière présente des fluctuations saisonnières de débit, avec des hautes eaux hivernales de 6,2 à 8,5 m3 de décembre à mars inclus, et des maigres d'été, en juillet-août-septembre, entrainant une baisse du débit moyen mensuel jusqu'à 0,88 m3 en moyenne au mois d'août.
Toujours à Saint-Maurice-sur-Vingeanne, le débit instantané maximal enregistré a été de 61,4 m3/s le 30 décembre 2001.

#### Lame d'eau et débit spécifique
La lame d'eau écoulée dans cette partie (la plus importante) du bassin versant de la rivière est de 301 millimètres annuellement, ce qui est assez élevé et résulte d'une pluviosité assez abondante sur cette partie du bassin. Le débit spécifique (Qsp) se monte ainsi à 9,5 litres par seconde et par kilomètre carré de bassin.

### Station de Oisilly
A Oisilly, le débit moyen interannuel de la Vingeanne, calculé sur 37 ans (de 1971 à 2007), est de 6,03 m3/s pour une surface de bassin de 623 km2. La rivière présente les mêmes fluctuations saisonnières de débit qu'à Saint-Maurice-sur-Vingeanne, avec des hautes eaux hivernales de 10,0 à 12,5 m3 de décembre à mars inclus, et des maigres d'été, en juillet-août-septembre, entrainant une baisse du débit moyen mensuel jusqu'à 1,5 m3 en moyenne au mois d'août.
Toujours à Oisilly, le débit instantané maximal enregistré a été de 82 m3/s le 27 mai 1983.

#### Lame d'eau et débit spécifique
La lame d'eau écoulée dans cette partie (presque la totalité du bassin versant de la rivière) du bassin est de 307 millimètres annuellement. Le débit spécifique (Qsp) se monte ainsi à 9,7 litres par seconde et par kilomètre carré de bassin, soit un petit peu plus qu'à Saint-Maurice-sur-Vingeanne.